# Hugo Boss-prijs
De Hugo Boss-prijs is een kunstprijs die sinds 1996 om de twee jaar wordt uitgereikt aan een kunstenaar of kunstgroep. De prijs wordt door de Solomon R. Guggenheim Foundation uitgereikt en het prijzengeld van 100.000 dollar wordt door de firma Hugo Boss gesponsord.

## Prijswinnaars
- 1996: Matthew Barney, een Amerikaans filmmaker en beeldhouwer
- 1998: Douglas Gordon, een Schots videokunstenaar
- 2000: Marjetica Potrč, een Sloveens beeldhouwer, fotograaf en architect
- 2002: Pierre Huyghe, een Frans multimediakunstenaar
- 2004: Rirkrit Tiravanija, een Thais kunstenaar
- 2006: Tacita Dean, een Brits kunstenaar
- 2008: Emily Jacir, een Palestijns beeldend kunstenaar
- 2010: Hans-Peter Feldmann, een Duits beeldend kunstenaar
- 2012: Danh Vo,  Vietnamese, beeldend kunstenaar
- 2014: Paul Chan, een Amerikaans o.a. videokunstenaar.
- 2016: Anicka Yi, Koreaans Conceptuele kunstenares